# Починок-Ново-Льяшево
 Починок-Ново-Льяшево  — село в Тетюшском районе Татарстана. Входит в состав Кошки-Новотимбаевского сельского поселения.

## География
Находится в юго-западной части Татарстана на расстоянии приблизительно 25 км на юго-запад по прямой от районного центра города Тетюши у речки Беденьга.

## История
Основано в XVIII веке, известно было также как Мордовская Тайба. В 2017 году насчитывалось 13 дворов.

## Население
Постоянных жителей насчитывалось в 1859—301, в 1880—424, в 1913—507, в 1920—512, в 1926—520, в 1938—311, в 1949—284, в 1958—184, в 1970—146, в 1979 — 99, в 1989 — 45. Постоянное население составляло 41 человек (русские 32 %) в 2002 году, 28 в 2010.